# ارتباط انسان با طبیعت در معماری
ارتباط انسان با طبیعت در معماری ناظر بر طراحی معماری در تعامل با طبیعت است. طبیعت یعنی آسایش و آرامش. ما اگر ساختمان را طوری طراحی کنیم که رفتاری شبیه طبیعت داشته باشد و آرامش بخش باشد، این‌گونه است که می‌توانیم بگوییم به تعامل بین معماری و طبیعت رسیده‌ایم.

## محدودیت‌های طبیعت
طبیعت علی‌رغم زیبایی و جذابیت آن، دو محدودیت برای انسان فراهم می‌کند:
1. محدودیت‌های مادی: انسان نمی‌تواند همهٔ شرایط طبیعت را تحمل کند و ناچار به جدایی از طبیعت و رجوع به محیطی متفاوت است.
2. محدودیت‌های نظری: بینش‌ها و تفکرات انسان در مورد تعریف جایگاه طبیعت و نسبت آن با انسان گاه آن را بالاتر یا پایین‌تر از سطح انسان تعریف می‌کند.

هر دو عامل فوق سبب شکل‌گیری معماری محیط‌های متفاوت در دل طبیعت می‌شود.

## انواع مکاتب در ارتباط با طبیعت
مکاتب طبیعت ستیز (رودررویی با طبیعت) (مکتب تقابل)
مکاتب طبیعت گریز (بی تفاوت) (جدایی از طبیعت)
مکاتب طبیعت گرا (یکی شدن با طبیعت)
مکاتب طبیعت ساز (نظریه اشتمالی) (نظریه تکمیل)

## مکاتب طبیعت ستیز
به تجربه مشاهده شده‌است، هرگاه انسان از ابزاری برای غلبه بر طبیعت استفاده می‌کند آن ابزار بر ضد خود او سر برافراشته و او را تا مرحلهٔ نابودی به مخاطره انداخته‌است. بهترین نمونه‌ای که می‌توان از آن نام برد به‌کارگیری ابزار طبیعت در جهت حفاظت انسان در مقابل مخاطرات طبیعی، دستیابی به رفاه بیشتر و مکانیزه تر کردن زندگی مدرن است که همین ابزار به گونه‌ای برگشت‌ناپذیر در حال تخریب زندگی انسان از طریق آلودگی‌های فراگیر صوتی، بصری و زیست‌محیطی است.